# Svetlana Abrosimova
Svetlana Olegovna Abrosimova (in russo Светлана Олеговна Абросимова?; Leningrado, 9 luglio 1980) è un'ex cestista russa, professionista nella WNBA.
Alta 185 cm per 78 kg, giocava come ala.

## Carriera
È stata selezionata dalle Minnesota Lynx al primo giro del Draft WNBA 2001 (7ª scelta assoluta).
Con la Russia ha disputato due edizioni dei Giochi olimpici (Giochi olimpici di Sydney 2000, Pechino 2008), tre dei Campionati mondiali (1998, 2006, 2010) e sei dei Campionati europei (1997, 1999, 2005, 2007, 2009, 2011).

## Palmarès
- Campionessa NCAA (2000)
- Campionato europeo: 2
Nazionale russa: Italia 2007, Polonia 2011
- Campionessa WNBA: 1
Seattle Storm: 2010